# Campionati mondiali di vela
I Campionati mondiali di vela (Sailing World Championships) sono una manifestazione internazionale di vela organizzata dalla ISAF (Federazione Internazionale della Vela) dal 2003. Nel 2014 si è disputata la IV edizione.
I campionati mondiali unificati di vela si tengono con una cadenza quadriennale ed assegnano titoli solo per le classi olimpiche. Essi costituiscono il primo e più importante evento di qualificazione ai successivi Giochi Olimpici. A partire dal 2014, si svolgono due anni prima dei Giochi Olimpici invece che nell'anno preolimpico. 
Questo evento è l'unico in cui sono contemporaneamente assegnati i titoli mondiali delle varie classi olimpiche. Negli altri anni, invece, ogni classe velica organizza, in sedi e luoghi diversi, i propri campionati mondiali di classe.

## Edizioni
| N°  | Anno | Città     | Paese       | Eventi | Atleti | Nazioni |
| --- | ---- | --------- | ----------- | ------ | ------ | ------- |
| I   | 2003 | Cadice    | Spagna      | 11     | 1.450  | 71      |
| II  | 2007 | Cascais   | Portogallo  | 11     | 1.350  | 76      |
| III | 2011 | Perth     | Australia   | 10     | 789    | 76      |
| IV  | 2014 | Santander | Spagna      | 10     | 1.250  | 83      |
| V   | 2018 | Aarhus    | Danimarca   | 12     | 1.500  | 100     |
| VI  | 2023 | The Hague | Paesi Bassi | 14     | 1.100  |         |

## World Windsurfing Championships
Gli RS:X World Championships (o anche World Windsurfing Championships), sempre organizzati dalla ISAF, sono invece la competizione mondiale per la classe Mistral del Windsurf, si disputano con cadenza annuale.
Giova precisare che lo sport olimpico del windsurf nel corso degli anni ha cambiato varie configurazioni dell'imbarcazione e anche nome, nel dettaglio:
- dal 1992 al 1996: Lechner Division II
- dal 1996 al 2004: Mistral
- dal 2008: RS: X